# Sarkozuch
Sarkozuch (Sarcosuchus) – rodzaj wymarłego wczesnokredowego gada pokrewnego współczesnym krokodylom, ale niebędącego ich przodkiem.
- Opis: Stosunkowo wąskie i długie szczęki zawierały 132 masywne, stożkowate zęby. Pysk stanowi 3/4 długości całej czaszki. Szczęka trochę dłuższa od żuchwy. Wzdłuż grzbietu szereg dużych płytek kostnych o długości do 1 m.
- Wielkość: 11–12 m i waga około 8 ton (Sereno et al., 2001), w tym czaszka 1,78 m. Był jednym z największych krokodylomorfów wszech czasów.
- Występowanie: Afryka (dzisiejsza północna Sahara).
- Ekologia rodzaju: Słodkowodny. Analiza kształtu zębów wskazuje, że gad używał ich nie do cięcia, a do bardzo mocnego trzymania ofiary i rozrywania dzięki np. potrząsaniu ciałem zdobyczy. Analiza szczęk i odcisków oraz przyczepów mięśniowych sugeruje nacisk szczęk o sile 80 tysięcy niutonów. Uważa się, że młodociane osobniki odżywiały się głównie rybami, ale starsze mogły polować także na duże żółwie i zwierzęta lądowe, w tym mniejsze dinozaury. Na podstawie analizy struktury kości szacuje się, że żyły przeciętnie 50–60 lat.
- Gatunki:
  - S. imperator Broin & Taquet, 1966
  - S. hartii (Marsh, 1869)
- Muzea:

Naturalnej wielkości odlew czaszki S. imperator znajduje się w Muzeum Ewolucji PAN w Warszawie.

## Galeria

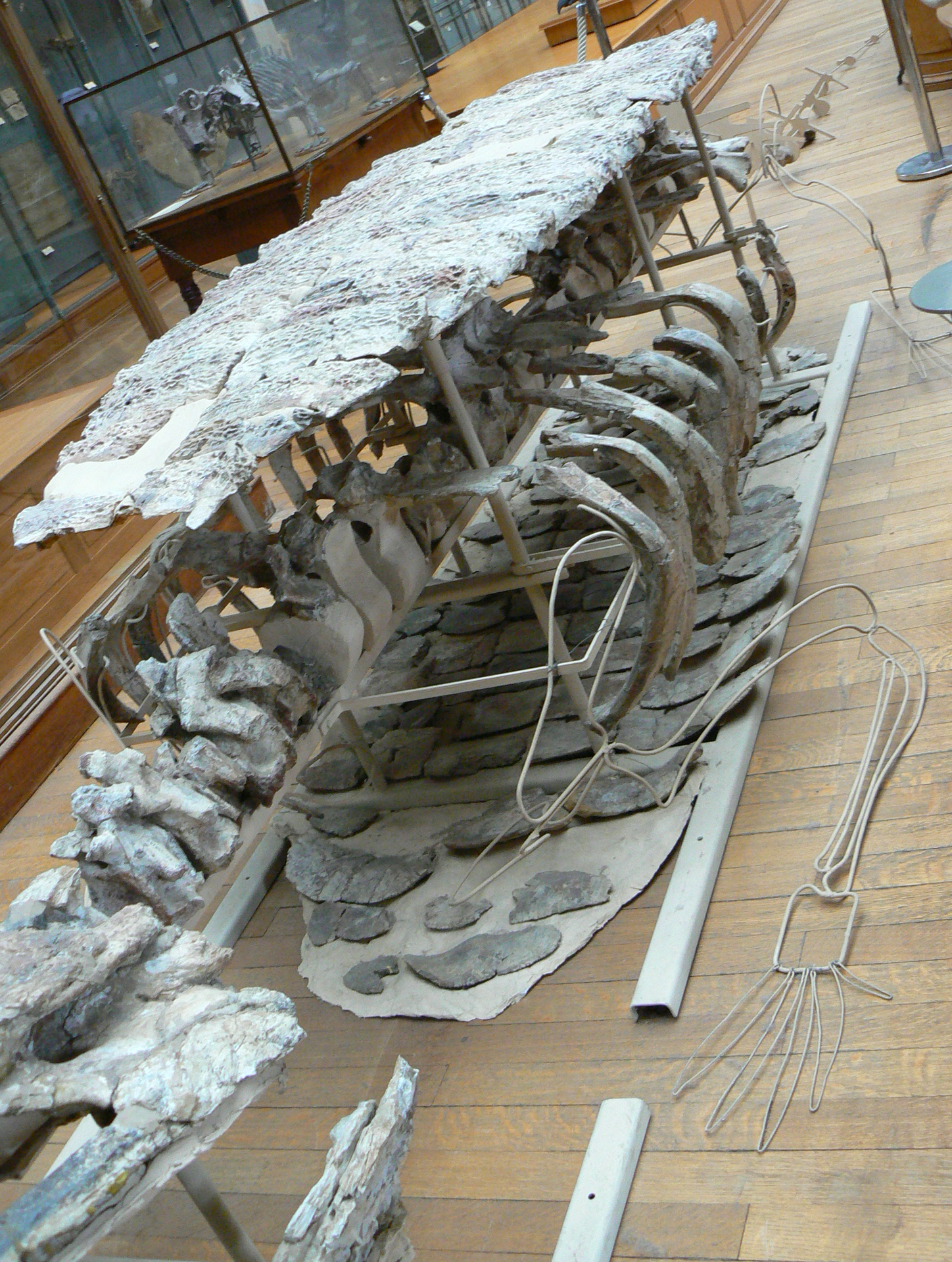
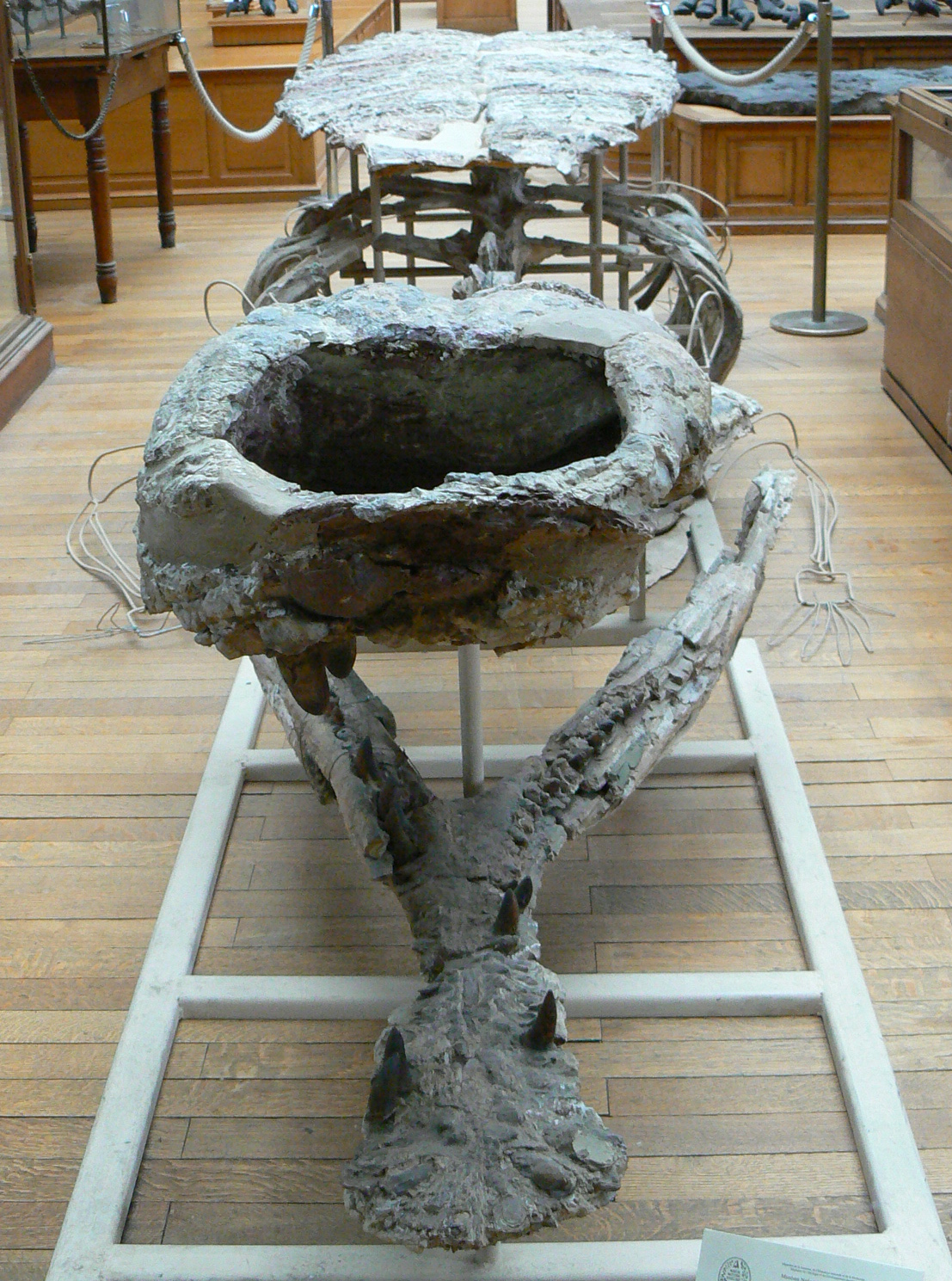
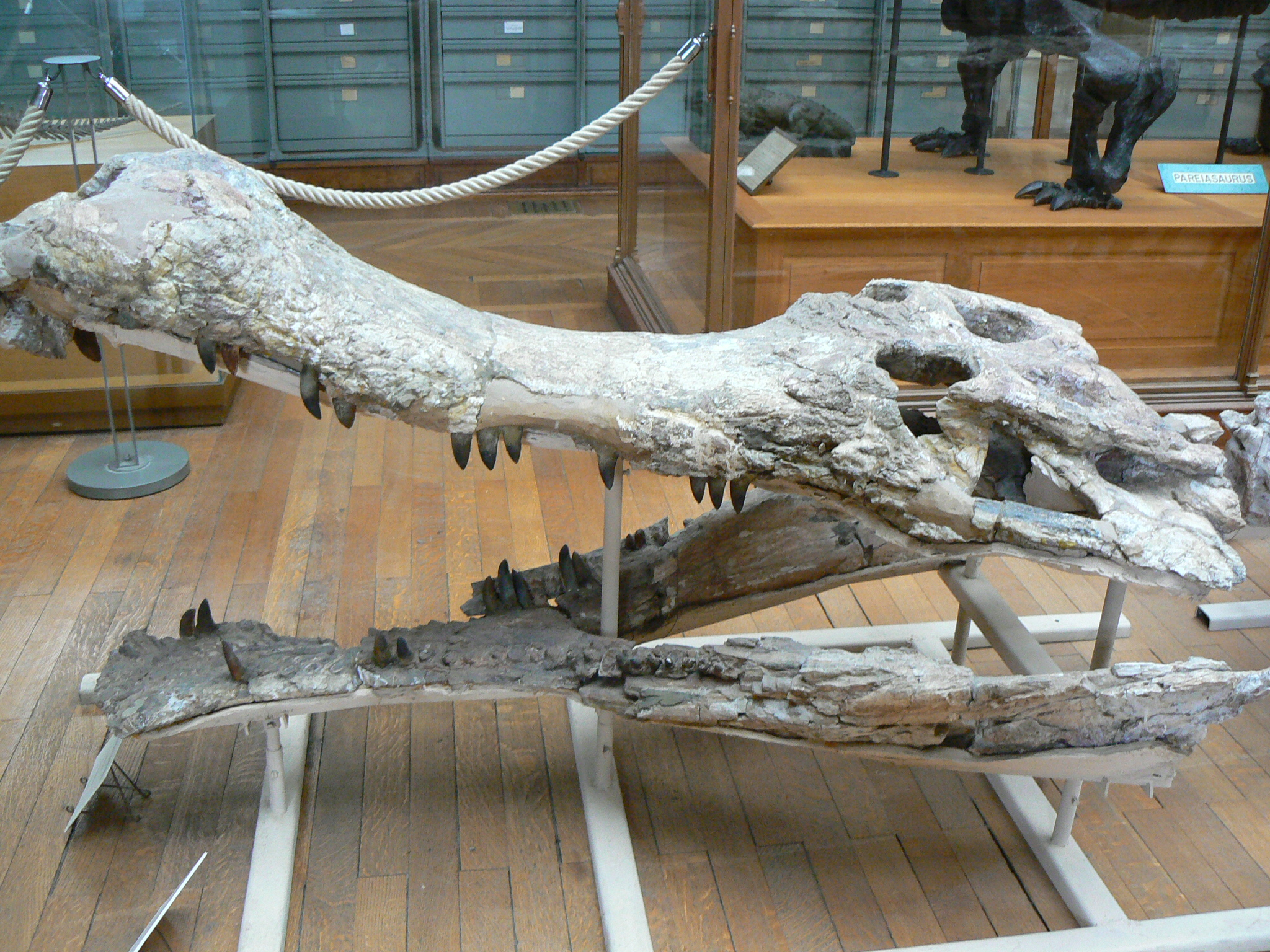
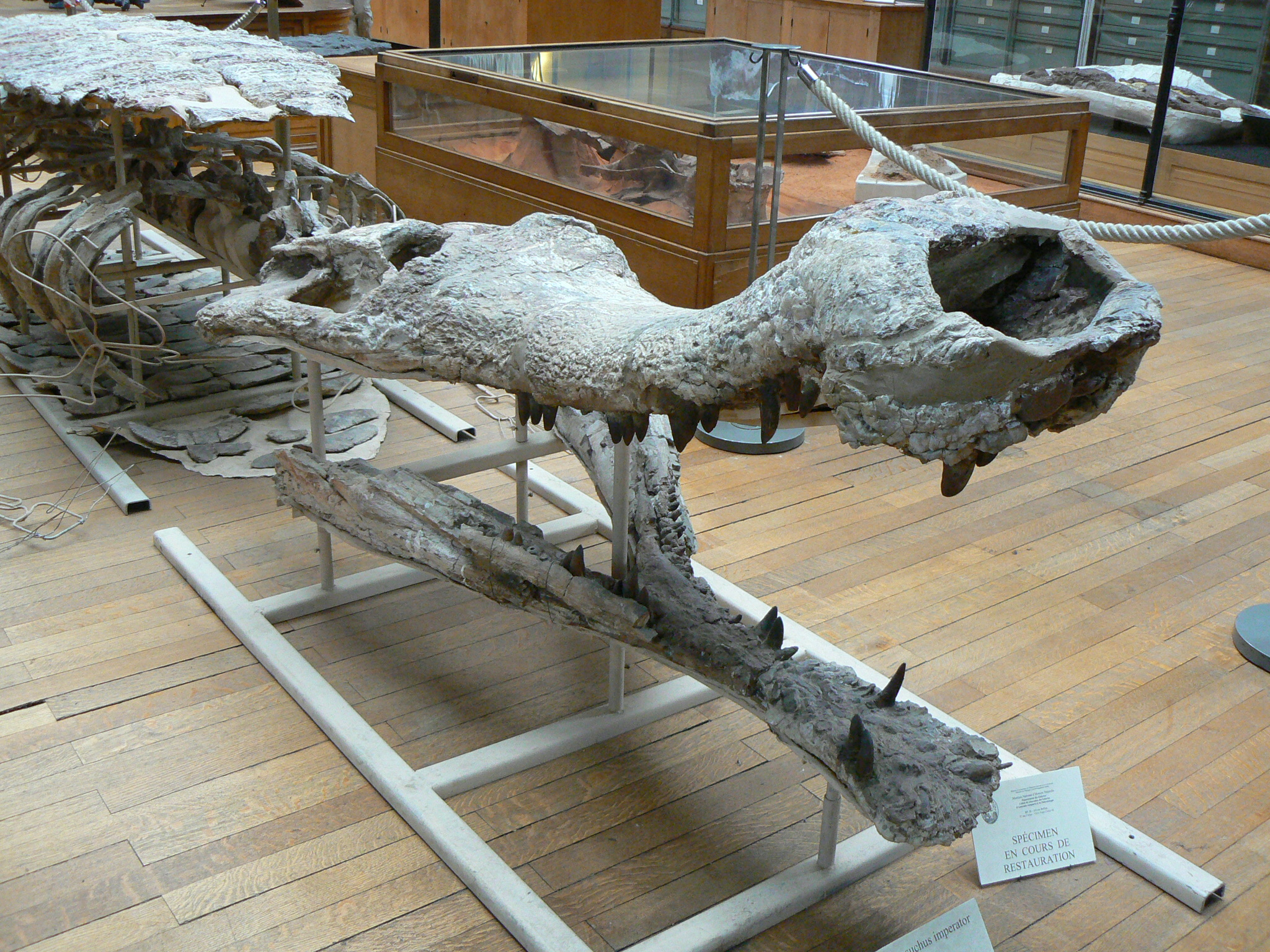